# SIM (Bradfield St. George)
SIM is een historisch merk van motorfietsen voor kinderen.
SIM stond voor: Speedway In Miniature.
De bedrijfsnaam was: The Woodhouse-Cornish Co., Bradfield St George, Suffolk.
Dit Engelse bedrijfje maakte eind jaren zeventig speedwaymotoren voor kinderen. Het motorblokje was vermoedelijk van Pride & Clarke.
- Andere merken met de naam SIM, zie SIM (Milaan) - SIM (Reggio Emilia).